# Walter Bodneck
Walter Bodneck (ros. Вальтер Боднек; ur. 17 grudnia 1885 w Pskowie, zm. ?) – rosyjski strzelec, olimpijczyk.
Uczestnik Letnich Igrzysk Olimpijskich 1912, na których wystartował w jednej konkurencji. Zajął 36. miejsce w trapie (startowało 61 strzelców).

## Wyniki

### Igrzyska olimpijskie
| Igrzyska       | Konkurencja | Wynik           | Miejsce | Źródło |
| -------------- | ----------- | --------------- | ------- | ------ |
| Sztokholm 1912 | Trap        | 36 pkt. (15–21) | 36      | [ 1 ]  |